# Rosetown (ancienne circonscription fédérale)
Pour les articles homonymes, voir Rosetown.
Rosetown fut une circonscription électorale fédérale de la Saskatchewan, représentée de 1925 à 1935.
La circonscription de Rosetown a été créée en 1924 avec des parties de Battleford, Kindersley et de North-Battleford. Abolie en 1933, elle fut redistribuée parmi The Battlefords et Rosetown—Biggar.

## Députés
1. 1925-1930 — John Evans, PPC
2. 1930-1935 — William John Loucks, PLC

- PLC = Parti libéral du Canada
- PPC = Parti progressiste du Canada